# ساوتپیک
ساوتپیک (انگلیسی: SouthPeak) شرکت بازی ویدئویی آمریکایی است، که در سال ۱۹۹۶ تأسیس شد.